# Syncolostemon gerrardii
Syncolostemon gerrardii là một loài thực vật có hoa trong họ Hoa môi. Loài này được (N.E.Br.) D.F.Otieno mô tả khoa học đầu tiên năm 2006.